# سن-والرین-دو-میلتون، کبک
سن-والرین-دو-میلتون (به فرانسوی: Saint-Valérien-de-Milton) شهری در منطقه شهری له ماسکوتن ناحیه مونترژی در استان کبک کانادا است. در سرشماری سال ۲۰۱۱ این شهر ۱٬۷۸۵ نفر جمعیت داشته‌است و مساحت آن ۱۰۶٫۴۴ کیلومتر مربع است.